# Plectris squalida
Plectris squalida är en skalbaggsart som beskrevs av Frey 1967. Plectris squalida ingår i släktet Plectris och familjen Melolonthidae. Inga underarter finns listade i Catalogue of Life.